# Mickiewicze (rejon nieświeski)
Mickiewicze (biał. Міцькавічы, Mićkawiczy; ros. Митьковичи, Mitkowiczi) – wieś na Białorusi, w obwodzie mińskim, w rejonie nieświeskim, w sielsowiecie Łań.

## Historia
Pod zaborami oraz w II Rzeczypospolitej wieś i folwark. W XIX i w początkach XX w. położone były w Rosji, w guberni mińskiej, w powiecie słuckim, w gminie Łań. Folwark był własnością Radziwiłłów, a następnie Wittgensteinów.
W dwudziestoleciu międzywojennym leżały w Polsce, w województwie nowogródzkim, w powiecie nieświeskim, w gminie Łań. W 1921 wieś Mickiewicze Małe liczyła 179 mieszkańców, zamieszkałych w 29 budynkach, wyłącznie Białorusinów wyznania prawosławnego. Folwark Mickiewicze liczył zaś 20 mieszkańców, zamieszkałych w 5 budynkach, w tym 18 Polaków i 2 Białorusinów. 15 mieszkańców było wyznania rzymskokatolickiego, 3 mojżeszowego i 2 prawosławnego.
Po II wojnie światowej w granicach Związku Sowieckiego. Od 1991 w niepodległej Białorusi.